# Ебро
Ѐбро (на испански: Ebro, среща се в разни транслитерации на български (включително архаични) и като Евро и Ибър (т.е. граница), е река в Североизточна Испания (автономни области Кантабрия, Кастилия и Леон, Баския, Арагон и Каталония), вливаща се в Средиземно море. Дължина 928 km (втората по дължина след Тахо река в Испания и най-дългата изцяло на нейна територия), площ на водосборния басейн 86 800 km²

## Етимология
Реката е била известна на древните гърци под името Έβρος а на римляните – като Иберус (Iberus) или Хиберус (Hiberus) (поради причината, че реката минава през целия Иберийски полуостров). Произходът на името се свързва с иберийците – древните хора, които са живели в района, предимно свързвани с предтечите на днешните баски.

## Географска характеристика

### Извор, течение, устие
Река Ебро води началото си на 1918 m н.в., от южните склонове на Кантабрийските планини, в южната част на автономната област Кантабрия, на 18 km западно от град Рейноса. При града се влива в язовира „Ебро“, след което изтича от южния му край. По цялото си протежение тече в югоизточна посока между южните разклонения на Пиренеите на север и Иберийските планини на юг. В горното си течение чрез дълбока и тясна (на места каньоновидна) долина пресича Старокастилското плато, а след това в средното си течение – хълмистата Арагонска равнина, където на места се разделя на ръкави и силно меандрира. В долното течение чрез редица тесни и с много завои дефилета проломява южната част на Каталонските планини и северно от град Тортоса излиза в приморската равнина. Влива се в Средиземно море при градчето-курорт Риумар (провинциа Тарагона) като образува обширна (320 km²) делта, в пределите на която тече в изправено и канализирано корито, оградено с водозащитни диги. Делтата на Ебро е един от най-влажните райони в Европа. Тя е убежище за над 300 вида птици, включително редките розово фламинго и блестящ ибис. Местните видове като морска минога и атлантическа есетра са изчезнали за сметка на пришълци като сомове и други.

### Водосборен басейн, притоци
Водосборният басейн на Ебро обхваща площ от 86 800 km², като само 0,5% от него е на френска и андорска територия. На югоизток водосборният басейн на Ебро граничи с водосборните басейни на реките Тет, Тер, Льобрегат, Франкали, Михарес, Турия и други по-малки, вливащи се директно в Средиземно море, а на югозапад, запад и север – с водосборните басейни на реките Тахо, Дуеро, Бесая, Пас, Нервьон, Адур и Гарона (от басейна на Атлантическия океан).
Основни притоци:
- леви – Нела (75 km, 1081 km²), Баяс (64 km, 343 km²), Садора (78 km, 1361 km²), Ега (113 km, 1497 km²), Арагон (195 km, 8524 km²), Арба (96 km, 2249 km²), Галего (193 km, 4009 km²), Сегре (265 km, 22 579 km²);
- десни – Ока (82 km), Тирон (65 km, 1272 km²), Нахериля (100 km, 1105 km²), Ирегуа (63 km, 663 km²), Сидакос (83 km, 696 km²), Алама (78 km, 1254 km²), Халон (224 km, 9338 km²), Уерва (128 km, 1020 km²), Агуасвивас (100 km, 1300 km²), Мартин (98 km, 2095 km²), Гуадалопе (160 km, 3890 km²), Матераня (97 km, 1250 km²)[1].

### Хидроложки показатели
Река Ебро има предимно дъждовно подхранване и ясно изразено зимно пълноводие, когато нивото на реката се покачва с 4 – 6 m. През лятото и есента реката е маловодна, но много често явление са епизодичните прииждания през този период в резултат от поройни дъждове във водосборния ѝ басейн. Среден годишен отток в долното течение, при град Тортоса 618 m³/sec, максимален до 8000 m³/sec и е най-пълноводната испанска река.

## Стопанско значение, селища
Река Ебро има важно хидроенергийно, транспортно и иригационно значение за цяла Североизточна Испания. По течението на реката и във водосборния басейн на нейния ляв приток река Сегре са изградени няколко големи ВЕЦ-ове („Ебро“, „Макинеса“, „Флиш“, „Медиано“, „Каниелес“, „Терадетс“ и др.). В пределите на Арагонската равнина от Ебро се отделят големите напоителни канали „Арагонски“ и „Таусте“, чрез които се напояват над 100 хил. ха земеделски земи, където се отглеждат интензивно ориз, плодове и зеленчуци. Там са отбелязани най-високите добиви на ориз на единица площ в света. При високи води реката е плавателна за плиткогазещи съдове до град Сарагоса.
По цялото си течение долината на Ебро е гъсто заселена, като най-големите селища са: Рийноса, Миранде де Ебро, Логроньо, Калаора, Тудела, Сарагоса, Тортоса.

## Историческа справка
В древността Ебро е отделяла картагенските владения в Испания и поставените под римско попечителството, северно от реката, бивши древногръцки колониални владения в Западното Средиземноморие с център Масалия.
През 219 г. пр.н.е. Ханибал, който предходната година поема командването на иберийската картагенска армия от своя зет Хаздрубал (съпруг на сестра му), преминава реката и обсажда съюзения с Рим Сагунт. Обсадата продължава цели 8 месеца, а жителите на римския Saguntum се уповават на масивните и високи градски стени, както и на очакваната римска помощ за вдигането на обсадата. Положението става неудържимо след забавянето на обещаната от Римската република помощ за обсадения от пуните град. В крайна сметка Ханибал превзема Сагунт. Градът е стратегически по три причини, както отбелязва Полибий във „Всеобща история“ – богатството му, което позволява на Ханибал да финансира прочутия си поход през Алпите, второ – да включи в състава на испанската картагенска армия годните да носят оръжие мъже от околностите му, и трето – да елиминира единствения римски укрепен форпост в близост до Нови Картаген. Противно на очакванията си, след обсадата Ханибал намира града пуст, частично разрушен и опожарен от местните, които го изоставят на считаните от тях за вражески сили, предвождани от Ханибал. Това разгневява допълнително Ханибал и го вбесява.
Превземането на Сагунт става casus belli за Рим през следващата 218 г. пр.н.е., след като Адирата отказва да върне Сагунт на неговите жители по „търговски съображения“.  Следва развръзката на първия всеобщ, т.е. глобален античен конфликт, а и въобще в историята, който намира окончателното си решение в битката при Зама, 16 години по-късно.